# Liste der Kardinalpriester von San Marcello
Folgende Kardinäle waren Kardinalpriester von San Marcello al Corso (lat.  Titulus Sancti Marcelli [in Via Lata]):
- Anastasius (847–850), dann Gegenpapst Anastasius III.[1]
- Petrus (1120–1139)[2]
- Julius (1144–1158)
- Konrad von Wittelsbach (1165–1166)
- Mathieu d’Anjou (1178–1182)
- Adelardo Cattaneo (1185–1188)[3]
- Fidanzio (1193–1197)[4]
- Gérard von Pontigny, OCist (1199–1200)
- Pietro Capuano (1200–1214)
- Pierre de Bar (1244–1252)[5]
  - Bertrand de Saint-Martin in commendam (1275–1277)
- Nicolas de Nonancour (1294–1295)
- Arnaud Frangier de Chanteloup (1305–1313)
- Bertrand du Pouget (1316–1327)
- Androin de la Roche OSB (1361–1369)
- Jean Fabri (1371–1372)
- Bertrand de Cosnac CRSA (1372–1374)
- Jean de la Grange OSB (1375–1394)
- Bartolomeo Mezzavacca (1378–1385)
- Stefano Palosio (1384–1396)
- Antonio Cassino (1426–1439)
- Niccolò d’Acciapaccio (1439–1447)
- François de Meez OSB (1440–1444) Pseudokardinal von Gegenpapst Felix V.
- Guillaume d’Estaing (1444–1450), Pseudokardinal von Gegenpapst Felix V.
- Giovanni Michiel (1484–1491)
- vakant (1491–1503)
- Pedro Luis de Borja Llançol de Romaní (1503–1511)
- Francisco de Remolins (1511–1517)
- Gualterio Raimundo de Vich (1517–1525)
- Enrique de Cardona (1527–1530) (Haus Folch de Cardona)
- Aegidius de Viterbo OESA (1530–1532)
- Marino Grimani (1532–1539)
- Dionisio Neagrus Laurerio OSM (1540–1542)
- Marcello Crescenzi (1542–1552)
- Miguel de Silva (1552–1553)
- Girolamo Verallo (1553–1555)
- Girolamo Dandini (1555–1559)
- Giovanni Andrea Mercurio (1560–1561)
- Marcantonio Amulio (1561–1572)
- Marco Antonio Bobba (1572–1575)
- vakant (1575–1584)
- Giambattista Castagna (1584–1590), dann Papst Urban VII.
- Benedetto Giustiniani (1591–1599)
- Paolo Emilio Zacchia (1599–1605)
- Innocenzo del Bufalo (1605–1606)
- François d’Escoubleau de Sourdis (1606–1621)
- Francesco Cennini de’ Salamandri (1621–1641)
- Pietro Donato Cesi (1642–1656)
- Camillo Melzi (1657–1659)
- Giovanni Battista Spada (1659–1673)
- Federico Baldeschi Colonna (1675–1685)
- Pier Matteo Petrucci (1687–1701)
- Giovanni Alberto Badoer (1706–1712)
- Luigi Priuli (1712–1714)
- Wolfgang Hannibal von Schrattenbach (1714–1738)
- vakant (1738–1743)
- Raffaele Cosimo de’ Girolami (1743–1748)
- Mario Millini (1748–1756)
- Antonio Maria Odescalchi-Erba (1759–1762)
- Lodovico Merlini (1762)
- Giuseppe Simonetti (1766–1767)
- vakant (1767–1802)
- Carlo Francesco Maria Caselli OSM (1802–1828)
- Thomas Weld (1830–1837)
- Chiarissimo Falconieri Mellini (1838–1859)
- vakant (1859–1874)
- Mariano Falcinelli Antoniacci OSB (1874)
- Salvatore Nobili Vitelleschi (1875)
- Luigi di Canossa (1877–1900)
- Casimiro Gennari (1901–1914)
- Franziskus von Bettinger (1914–1917)
- Francesco Ragonesi (1921–1931)
- Maurilio Fossati OSSGCN (1933–1965)
- Carlo Grano (1967–1976)
- Dominic Ignatius Ekandem (1976–1995)
- Édouard Gagnon PSS (1996–2007)
- Agustín García-Gasco Vicente (2007–2011)
- Giuseppe Betori (seit 2012)